# Ian Hodder
Ian Richard Hodder, (né le 23 novembre 1948 à Bristol) est un archéologue britannique et pionnier de la théorie post-processualiste en archéologie qu'il développe entre 1980 et 1990. En 2002, il est professeur d'anthropologie Famille Dunlevie à l'Université Stanford aux États-Unis.

## Jeunesse et éducation
Hodder est né le 23 novembre 1948 à Bristol, en Angleterre, fils du professeur Bramwell William « Dick » Hodder et de son épouse Noreen Victoria Hodder . Il grandit à Singapour et à Oxford, en Angleterre. Il fait ses études à la Magdalen College School d'Oxford.
Il étudie l'archéologie préhistorique à l'Institut d'archéologie de l'Université de Londres, obtenant un baccalauréat ès arts (BA) de première classe en 1971. Il étudie ensuite à Peterhouse, Cambridge, et obtient un doctorat (PhD) de l'Université de Cambridge en 1975 sous la direction de David L. Clarke avec une thèse intitulée « Some Applications of Spatial Analysis in Archaeology ».

## Carrière universitaire
Il est chargé de cours à l'Université de Leeds de 1974 à 1977. Il retourne ensuite à l'Université de Cambridge, où il est assistant (1977 à 1981) puis maître de conférences (1981 à 1990) en archéologie. De 1990 à 2000, il est directeur de l'unité archéologique de Cambridge et membre du Darwin College de Cambridge. L'université le nomme maître de conférences en préhistoire en 1990 et professeur d'archéologie en 1996.
En 1999, Hodder part à l'Université Stanford aux États-Unis. Il u devient professeur Famille Dunlevie en 2002.
De 1993 à 2018, Hodder et une équipe internationale d'archéologues mènent de nouvelles recherches et fouilles sur le site néolithique de Çatal Höyük, vieux de 9 000 ans, en Anatolie centrale (Turquie moderne). Il est le directeur du projet archéologique de Çatal Höyük qui vise à conserver le site, à le mettre en contexte et à le présenter au public. Il s’efforce d’explorer les effets des méthodes non positivistes en archéologie, notamment en offrant à chaque fouilleur la possibilité d’enregistrer sa propre interprétation individuelle du site. En 2012, il licencie la majeure partie de l'équipe, les remplaçant par d'autres excavateurs et spécialistes, invoquant la nécessité d'un « remaniement ». Son action se termine en 2018 lorsqu'il remet le site à une équipe turque.
Il est élu membre de la British Academy (FBA) en 1996. Lors des honneurs de l'anniversaire de la reine de 2019, il est nommé Compagnon de l'Ordre de Saint-Michel et Saint-Georges (CMG) pour services rendus à l'archéologie et aux relations entre le Royaume-Uni et la Turquie.

## Publications
- Spatial analysis in archaeology  (1976, avec C. Orton)
- Symbols in action. Ethnoarchaeological studies of material culture (1982)
- The Present Past. An introduction to anthropology for archaeologists (1982)
- Symbolic and Structural Archaeology (1982)
- Reading the Past. Current approaches to interpretation in archaeology  (1986) (révisé en 1991 et, avec Scott Hutson, en 2003)
- The Domestication of Europe: Structure and contingency in Neolithic societies (1990)
- Theory and Practice in Archaeology (1992) (Articles collectifs)
- On the Surface: Çatalhöyük 1993–95 (1996), en tant qu'éditeur, Cambridge : McDonald Institute for Archaeological Research et British Institute of Archaeology à Ankara.  .
- The Archaeological Process. An introduction (1999)
- Archaeological Theory Today (2001)
- Archaeology beyond dialogue (2004) (Collected papers)
- The Leopard's Tale: Revealing the Mysteries of Çatalhöyük (2006)
- Religion in the Emergence of Civilization. Çatalhöyük as a case study (2010)
- Entangled: An Archaeology of the Relationships between Humans and Things (2012)
- Where Are We Heading? The Evolution of Humans and Things (2018)